# Gare de Berlin-Schöneberg
La gare de Berlin Schöneberg est une gare ferroviaire allemande située à Berlin dans le quartier de Schöneberg, de l'arrondissement de Tempelhof-Schöneberg. Les lignes S41 et S42 du S-Bahn sur le Ringbahn y croisent le S1 à destination de Wannsee.

## Service des voyageurs

### Desserte
La gare est desservie par des trains des lignes S1, S41, S42 et S46 du S-Bahn de Berlin.

## Galerie de photographies

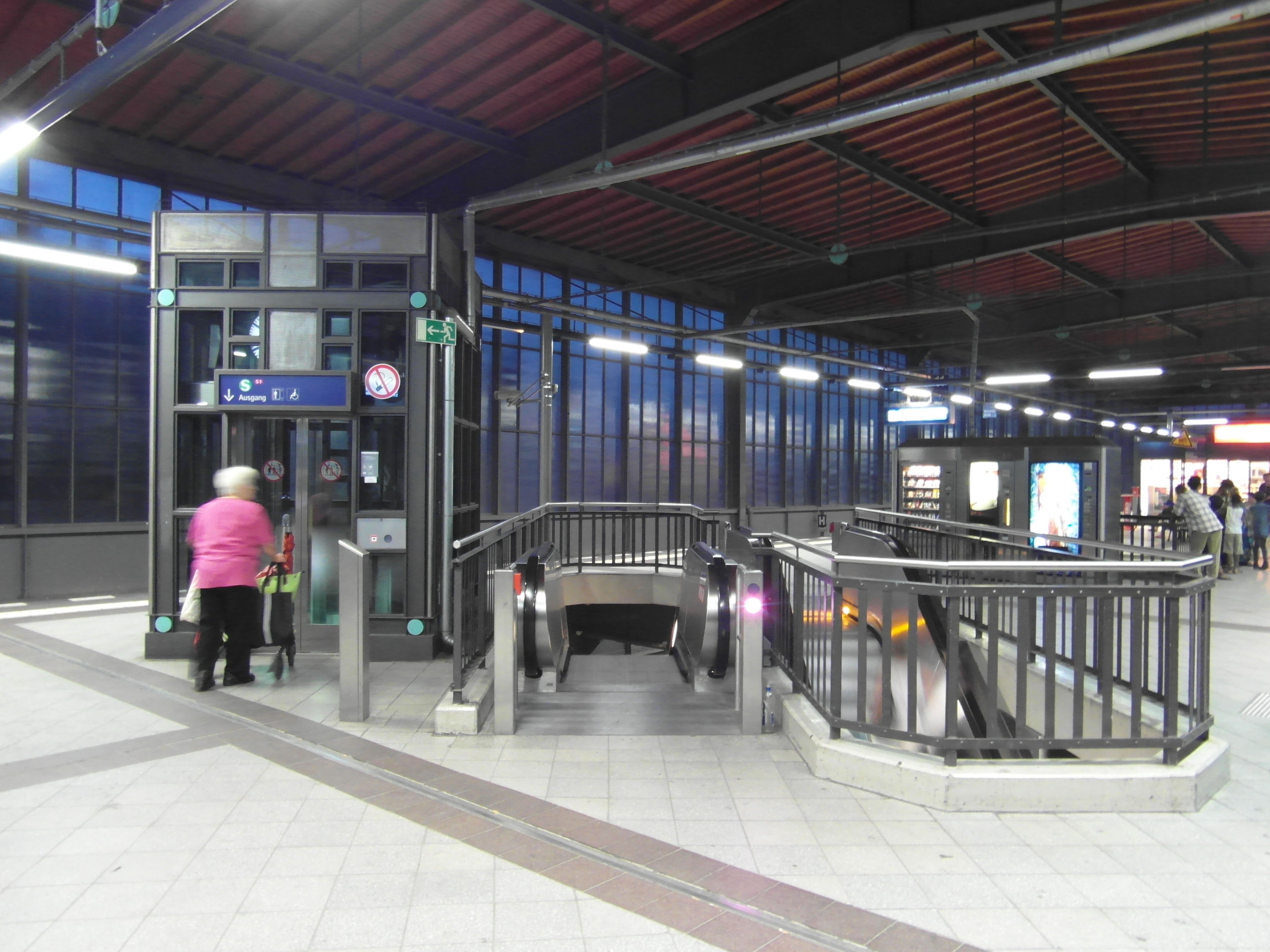
La gare dispose d'un ascenseur
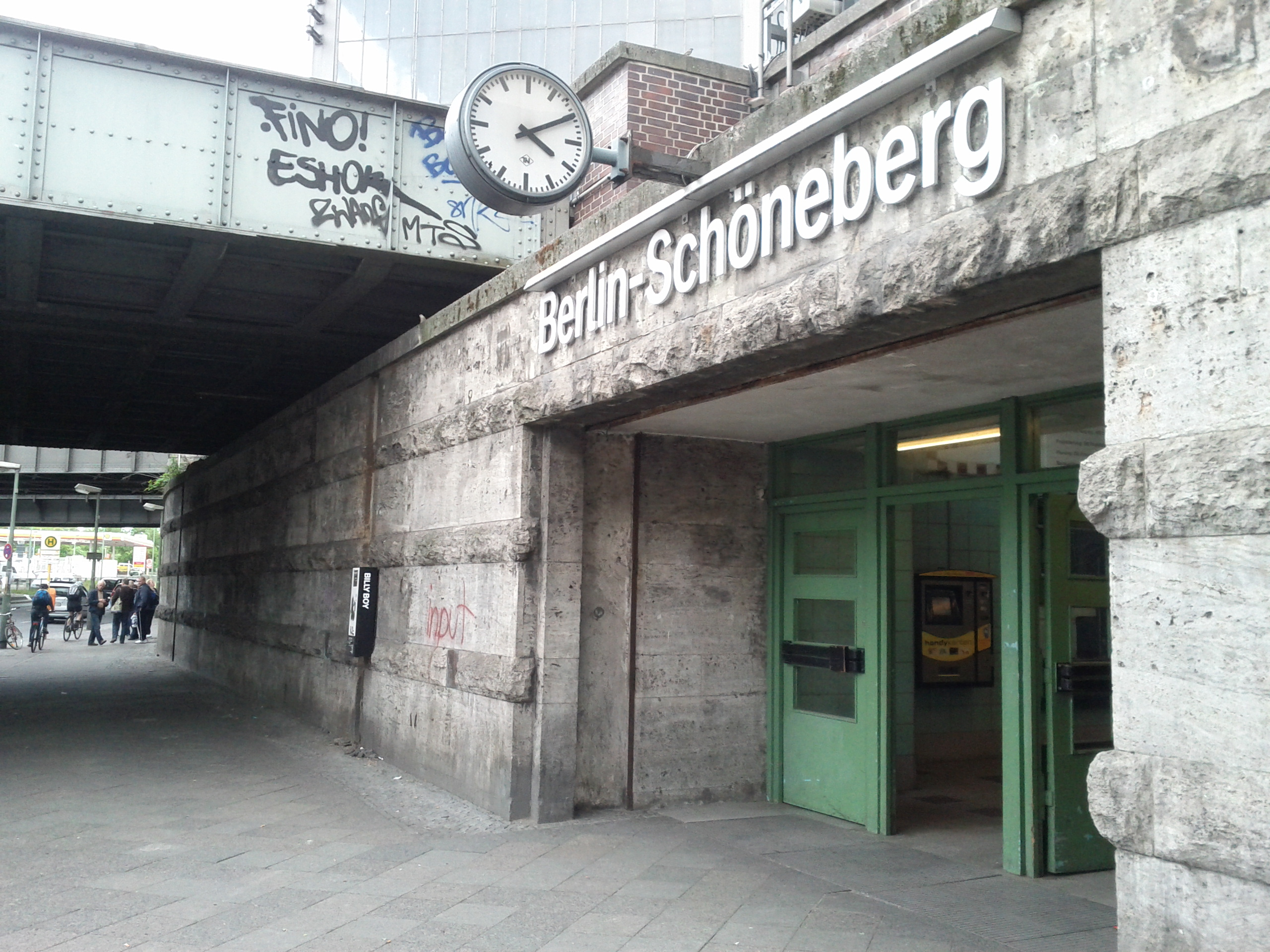
Entrée
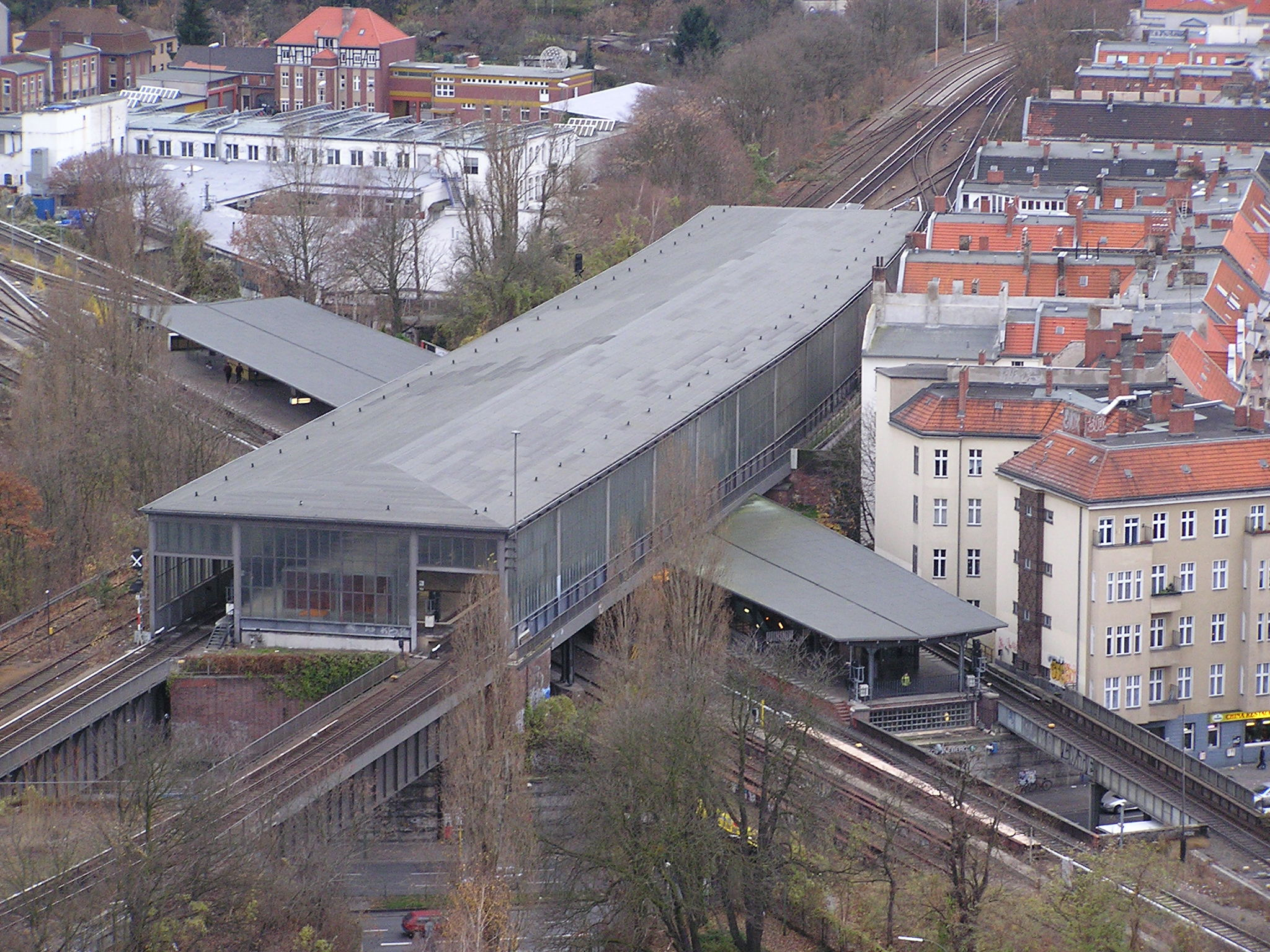
Vue du dessus
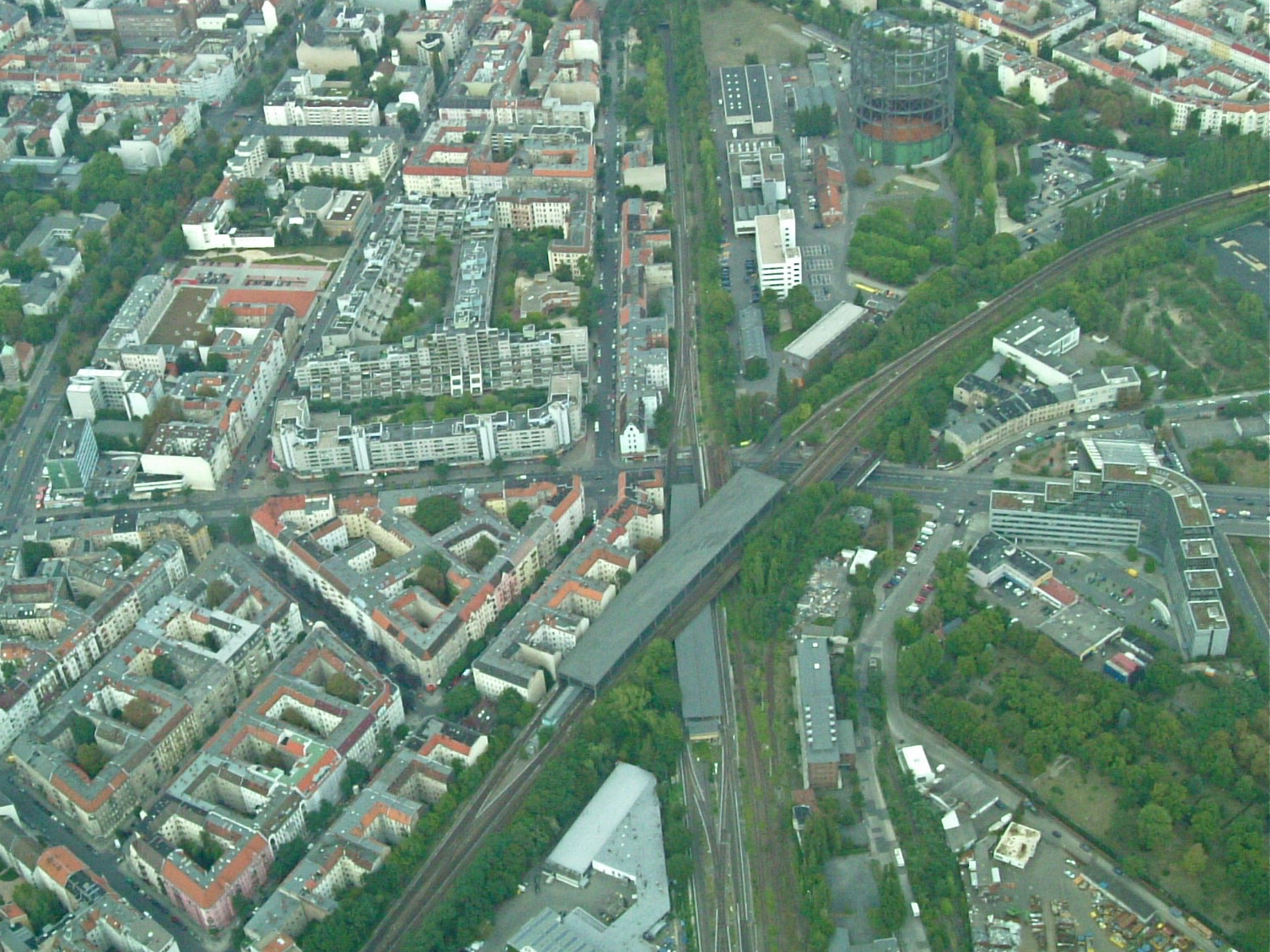
Vue du ciel
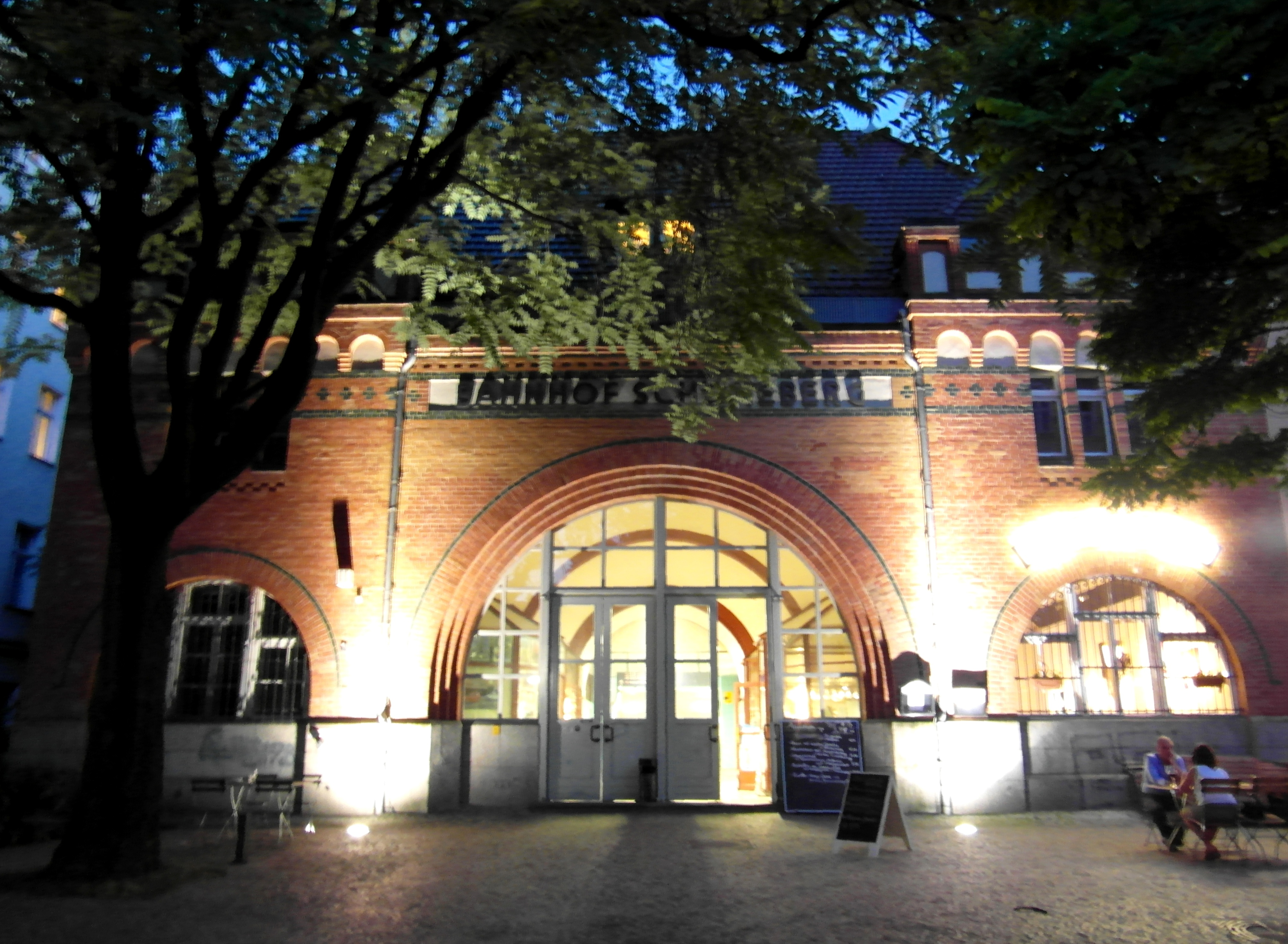
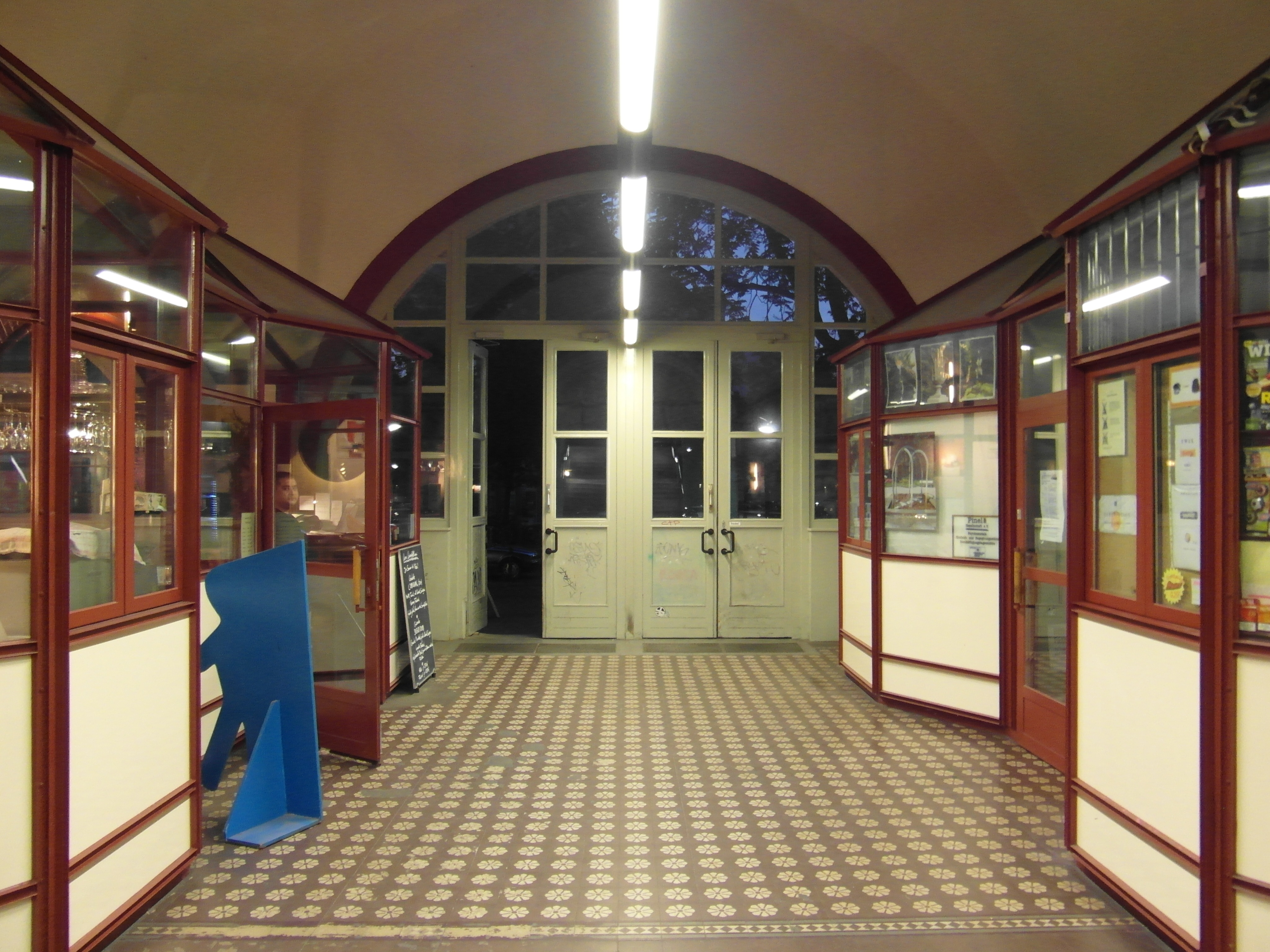
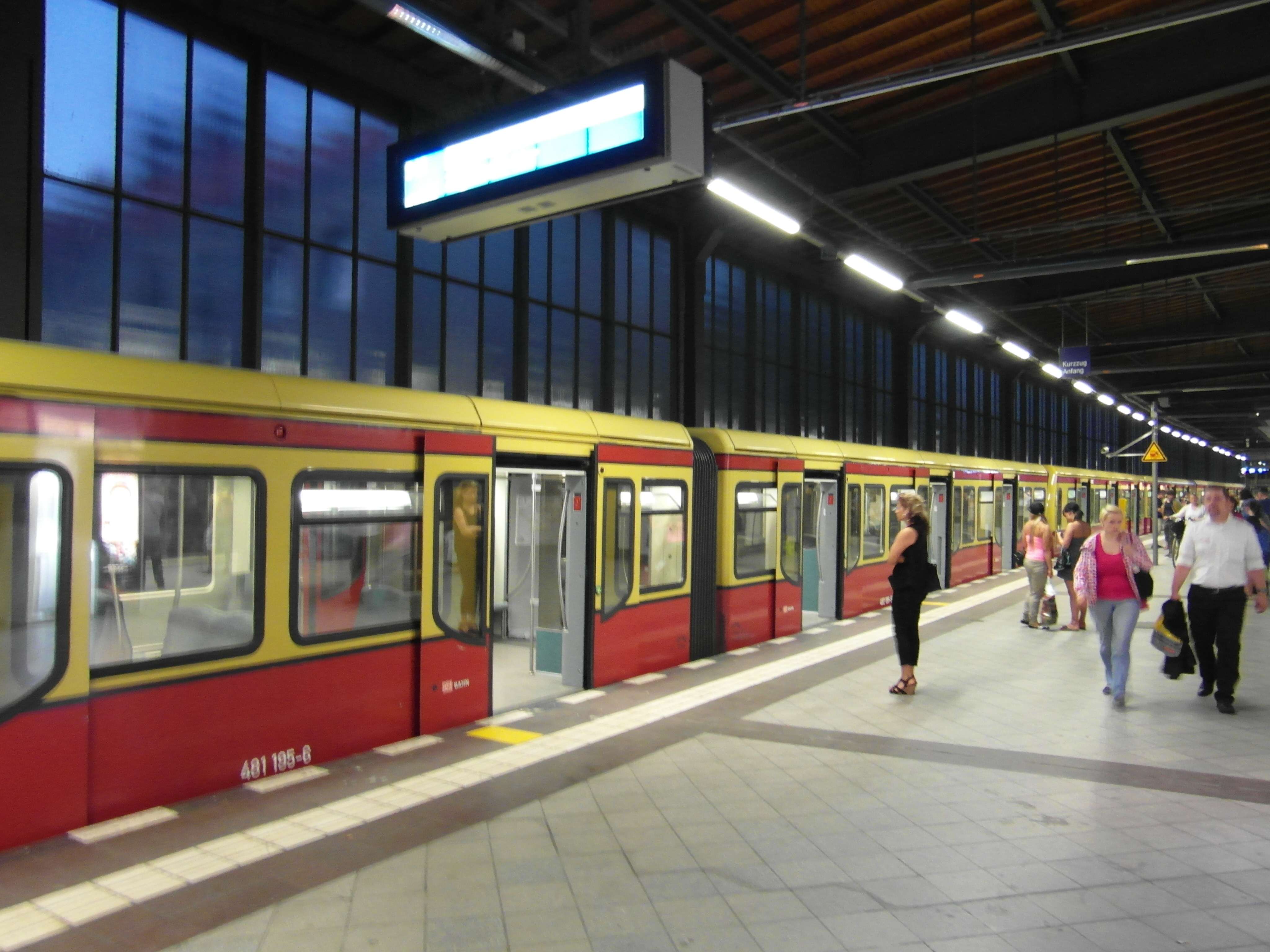
S-Bahn en gare